# Pulat Jabibullayev
Pulat Qirgizboyevich Jabibullayev (en uzbeko: Poʻlat Qirgʻizboyevich Habibullayev, en ruso: Пулат Киргизбаевич Хабибуллаев; 14 de octubre de 1936 - 7 de febrero de 2010) fue un físico y político soviético de etnia uzbeka que se desempeñó como presidente de la Academia de Ciencias de la RSS de Uzbekistán de 1984 a 1988. Además de sus cargos académicos, ocupó diversos altos cargos gubernamentales, incluido el de presidente del Presídium del Sóviet Supremo de la RSS de Uzbekistán de 1988 a 1989 y el de presidente del Sóviet Supremo de la RSS de Uzbekistán de 1985 a 1988.

## Biografía

### Infancia y estudios
Jabibullayev nació el 14 de octubre de 1936 en una granja colectiva en el distrito de Asaka —en esa época parte de la Unión Soviética, actualmente situado en la provincia de Andijon en Uzbekistán—.Su madre Soliyakhon Tashlanova era muy activa en la sociedad uzbeka y dirigía un koljós dedicado al cultivo de algodón. Cuando tenía sólo dos meses, su madre lo llevó con ella a una conferencia en Moscú, y antes de que naciera, a su madre la habían fotografiado mientras conocía a destacados líderes soviéticos como Iósif Stalin y Kliment Voroshilov. De 1958 a 1960, trabajó como jefe del departamento de física general del Instituto Pedagógico Estatal de Taskent y en 1960 se graduó en la Universidad Estatal de Asia Central.

### Carrera académica
Después de graduarse en la Universidad Estatal de Asia Central en 1960, continuó sus estudios, defendió su tesis en Moscú en 1964 y se doctoró en Ciencias Físicas y Matemáticas en 1971. Desde entonces hasta 1975 trabajó como rector del Instituto del Algodón de Andijon y desde entonces hasta 1978 se desempeñó como jefe del Departamento de Instituciones Científicas y Educativas del Comité Central del Partido Comunista de la RSS de Uzbekistán. Miembro corresponsal de la Academia de Ciencias de la RSS de Uzbekistán en 1979, ocupó el cargo de vicepresidente de la academia hasta 1984; ese mismo año se convirtió en miembro de pleno derecho de la academia. Mientras tanto, de 1978 a 1988, se desempeñó como director del Instituto de Física Nuclear.
De 1984 a 1988 fue presidente de la Academia de Ciencias de la RSS de Uzbekistán. A partir de 1989 dirigió el Departamento de Física Térmica y de 1992 a 1994 dirigió el Departamento de Óptica de la universidad, que cambió de nombre tras la independencia. En 2010 volvió a presidir el Departamento de Física Térmica de la Academia de Ciencias. También fue miembro correspondiente de la Academia de Ciencias de la Unión Soviética, más tarde renombrada como Academia de Ciencias de Rusia, y fue elegido miembro de la Academia de Ciencias del Mundo Islámico (IAS) con sede en Amán (Jordania).
Su trabajo científico incluyó el estudio de espectroscopia acústica, acústica física y cuántica, nanofísica y física de medios blandos, óptica no lineal y termoquímica láser, física de conductores supersónicos y sistemas de escala cuántica, física nuclear y ciencia de materiales de radiación, dinámica no lineal y caos, física y química de isótopos y fotosíntesis láser. Fue autor colaborador de más de 500 artículos científicos y autor de más de una docena de monografías, varias de las cuales fueron publicadas por editoriales extranjeras. Además, formó a más de doscientos candidatos y cuarenta doctores en ciencias, además de trabajar como editor de varias revistas académicas y autor de libros de texto de física para distintas universidades de Uzbekistán.

### Carrera política
Después de ser admitido en el Partido Comunista en 1965, Jabibullayev ocupó diversos altos cargos políticos en la RSS de Uzbekistán, además de sus puestos académicos. De 1985 a 1988, al mismo tiempo que trabajaba como director de la Academia de Ciencias, fue presidente del Sóviet Supremo de la RSS de Uzbekistán y diputado de la XI Convocatoria del Sóviet Supremo de la RSS de Uzbekistán (1984-1989). También sirvió como presidente del Presídium del Sóviet Supremo de la RSS de Uzbekistán (1985-1988) y vicepresidente del Presídium del Sóviet Supremo de la URSS (1988-1989).
De 1990 a 1994 presidió el Comité de Asuntos Internacionales del Sóviet Supremo de Uzbekistán, desde ese año hasta 2002 fue presidente del Comité Estatal de Ciencia y Tecnología de Uzbekistán y luego trabajó como Director del Centro de Ciencia y Tecnología bajo el Gabinete de Ministros de la República de Uzbekistán de 2002 a 2006.

## Condecoraciones
- Orden de la Bandera Roja del Trabajo, dos veces
- Orden de la Insignia de Honor
- Orden de la Gloria Laboral (Uzbekistán)
- Premio Estatal Biruni